# Traiania
Traiania is een geslacht van hooiwagens uit de familie Zalmoxioidae.
De wetenschappelijke naam Traiania is voor het eerst geldig gepubliceerd door H. E. M. Soares & S. Avram in 1981. 

## Soorten
Traiania omvat de volgende 13 soorten:
- Traiania abundantis
- Traiania arairensis
- Traiania cacaotera
- Traiania cimarronera
- Traiania debellardi
- Traiania inexspectata
- Traiania mujicai
- Traiania orghidani
- Traiania simpatrica
- Traiania simplex
- Traiania torrealbai
- Traiania triangularis
- Traiania venadoensis